# Sporendocladia ivoriensis
Sporendocladia ivoriensis är en svampart som först beskrevs av Zucconi & Onofri, och fick sitt nu gällande namn av M.J. Wingf. 1987. Sporendocladia ivoriensis ingår i släktet Sporendocladia och familjen Ceratocystidaceae.   Inga underarter finns listade i Catalogue of Life.